# Костриця приземкувата
{{#ifeq:0|0|{{#if:Festuca airoides|{{#if:|[[]}}|[[]]}}}}
Костриця приземкувата (Festuca airoides) — вид однодольних квіткових рослин з родини злакових (Poaceae).

## Опис
Це багаторічна рослина. Стебла прямовисні, 10–30 см завдовжки. Листові пластинки вигнуті, ниткоподібні, 0.5–0.7 мм ушир; поверхня шорстка. Суцвіття — відкрита щільна волоть, 2.5–5 см завдовжки. Плодючі колосочки на квітконіжках, містять 3–5 плодючих квіточок зі зменшеними квіточками на верхівці. Колосочки еліптичні чи довгасті, стиснуті з боків, 6–7 мм у довжину. Колоскові луски несхожі, без кілів, верхівки загострені; нижня ланцетоподібна, 1-жилкова, 0.7–0.8 довжини верхньої луски; верхня ланцетоподібна чи яйцювата, 2.7–3.4 мм у довжину, 3-жилкова, 0.7–0.8 довжини сусідньої плідної леми. Плідна лема ланцетоподібна, 3.3–4.3 мм у довжину, сиза, без кіля, остюкова, 5-жилкова, верхівка загострена; остюк 1.5–2 мм. Палея рівна лемі, 2-жилкова. Верхівкові безплідні квітки, схожі на плодючі, але недорозвинені.

## Поширення
Вид росте у Європі, Казахстані, Туреччині, на Південному Кавказі.
В Україні росте в альпійському та верхній частині субальпійського поясу Карпат — на луках, виходах кам'янистих порід, осипах різного ступеня заростання, у чорничниках та рододендрових пустках, заростях ялівцю, іноді на болотах субальпійського та гірсько-лісового поясу — у Карпатах, часто.